# Jacqueline Maingard
Pour les articles homonymes, voir Maingard.
Jacqueline Maingard  est une universitaire sud-africaine, spécialiste de cinéma sud-africain. Elle est professeure associée à l'université de Bristol depuis 1998. 

## Biographie
Jacqueline Maingard est diplômée en sciences sociales de l'université du Natal en 1973. Elle poursuit ses études à l'université du Witwatersrand à Johannesburg où elle obtient son doctorat en 1998 en soutenant une thèse intitulée Strategies of representation in South African anti-apartheid documentary film and video from 1976 to 1995. Elle enseigne à l'université du Witwatersrand durant dix ans, puis rejoint en 1998 l'université de Bristol où elle est professeure associée.
Elle s'intéresse particulièrement au cinéma sud-africain,.

## Publications
- South African National Cinema, 2007, Routledge,  (ISBN 9780415216807)